# 西班牙馬鈴薯烘蛋

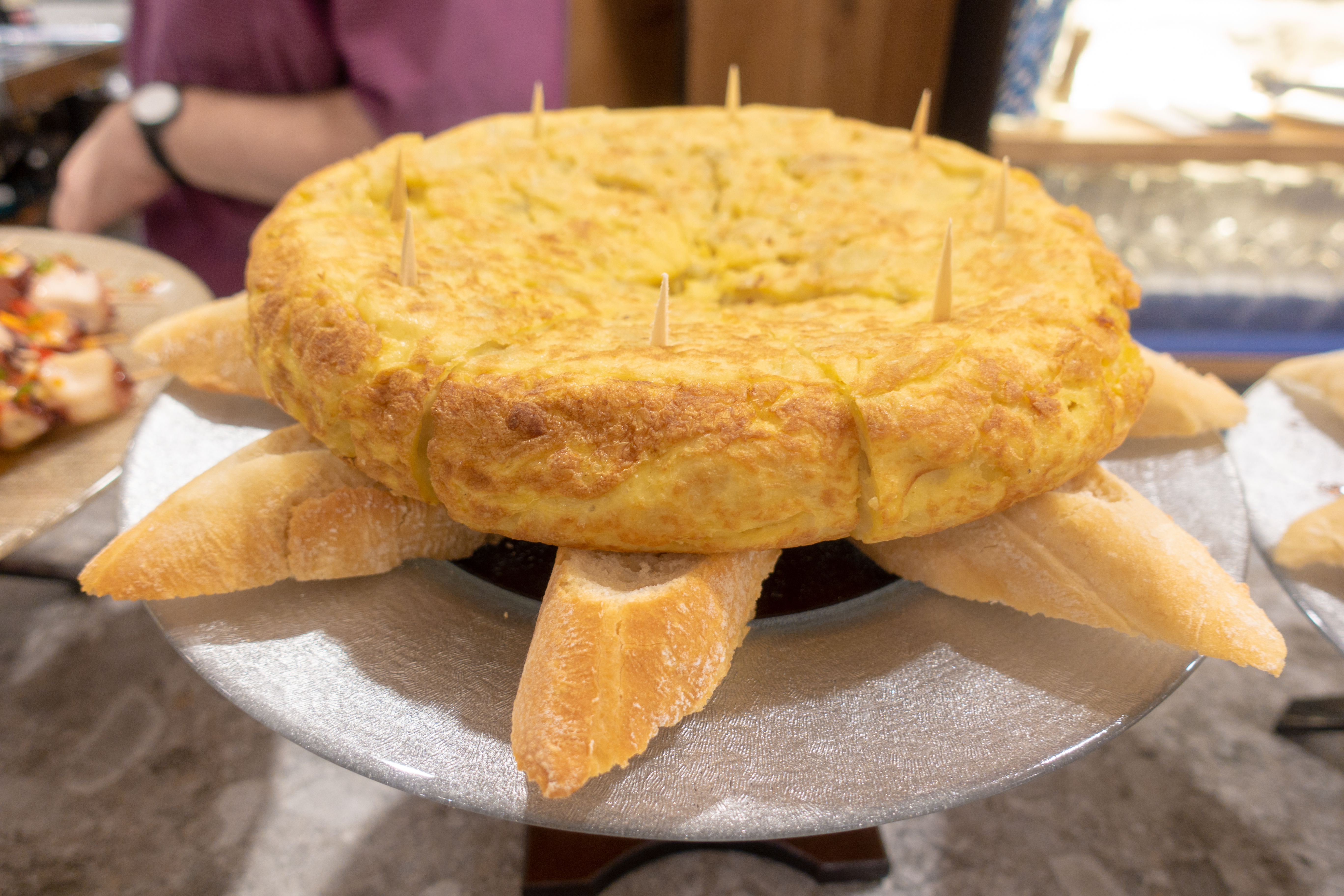
西班牙馬鈴薯烘蛋

西班牙馬鈴薯烘蛋，又稱西班牙馬鈴薯蛋餅、西班牙土豆饼、土豆煎蛋饼、土豆鸡蛋饼、鸡蛋土豆饼等，是西班牙經典的家常料理。

## 歷史
西印度編年史記載，1510年代時，西班牙殖民開發者及阿茲特克人已經知道烘蛋料理的存在，當時用不同鳥類的蛋來製作，不過尚未有更充分的證據支持。
關於西班牙烘蛋的起源眾說紛紜，一派主張馬鈴薯烘蛋起源於1835年內戰期間，是巴斯克將軍為處理部隊伙食而開發出來的，另一派則主張1798年有證據顯示烘蛋已出現於塞雷納新鎮。

## 地域差異
西班牙各地的馬鈴薯烘蛋各有不同，如加泰隆尼亞人加入茄子和菠菜，而巴斯克人則加入大西洋鱈魚或金槍魚，而在中部卡斯蒂利亚，則常加上豌豆、紅椒、紅椒腸等，或以其中一樣食材替代番茄。
蛋餅的厚度從3公分到10公分不等。

## 主要材料

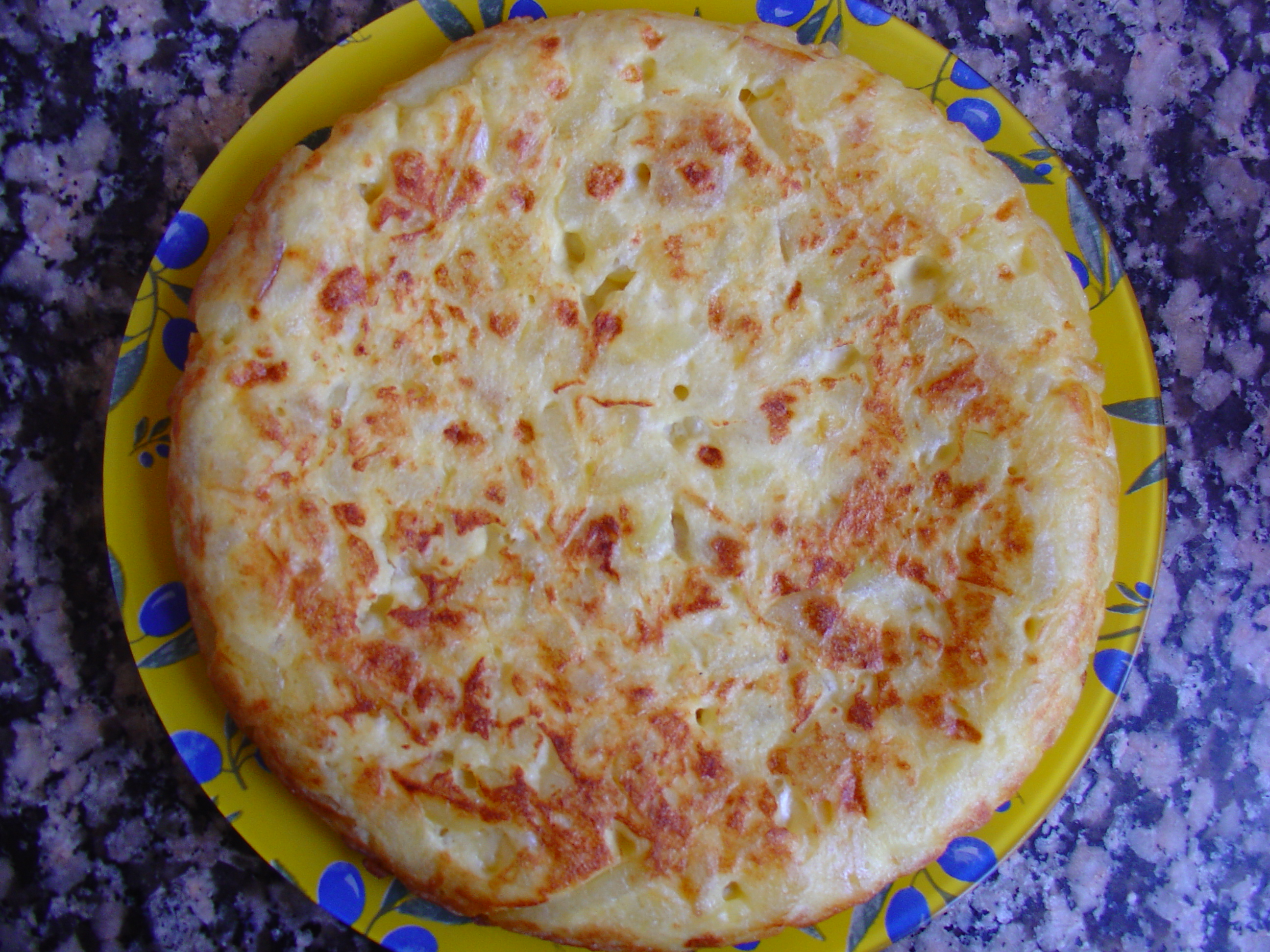
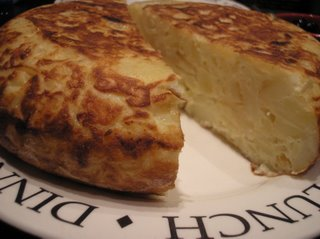
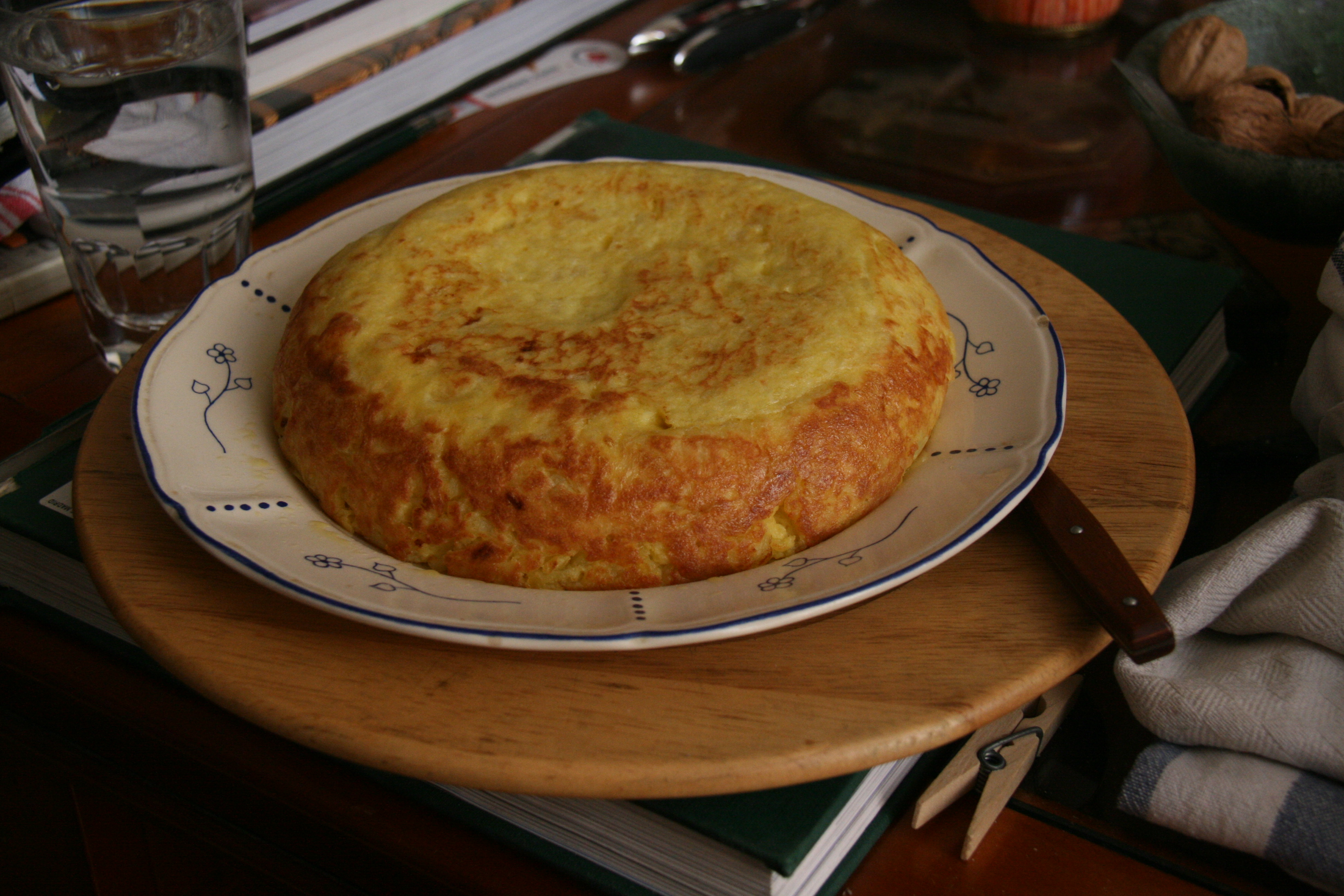
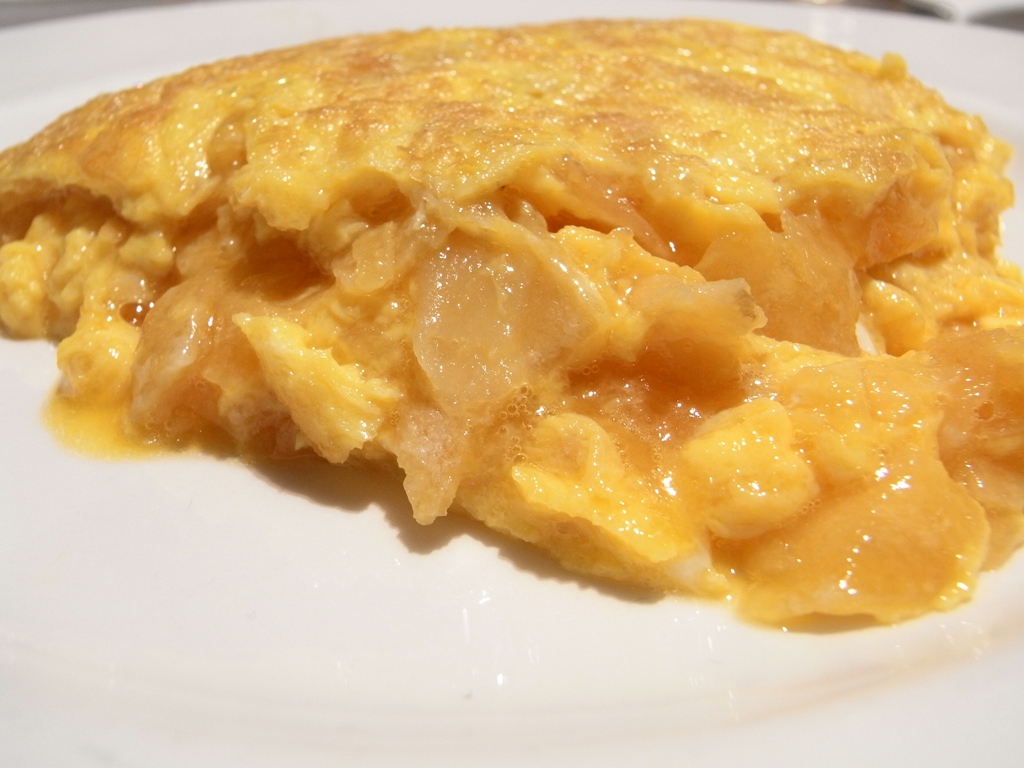
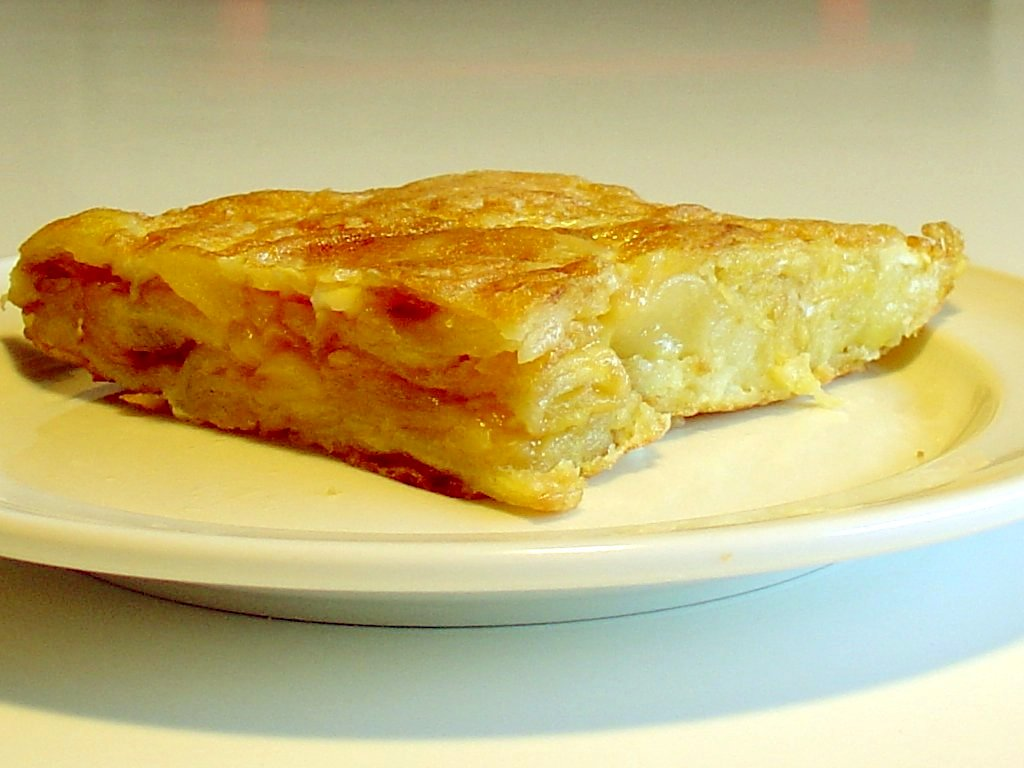

- 馬鈴薯
- 雞蛋
- 橄欖油
- 洋蔥